# Мариуш Сјудек
Мариуш Кшиштоф Сјудек  (пољски: Mariusz Krzysztof Siudek; Освјенћим, Народна република Пољска, 29. април 1972.) је пензионисани пољски клизач на леду који се такмичио са супругом Доротом Сјудек (рођ. Загорска). Они су освајачи бронзаних медаља са Светског првенства 1999. године, двоструки (1999. и 2000. година) освајачи сребрних медаља са Европског првенства и двоструки (2004. и 2007. година) освајачи бронзаних медаља са Европског првенства. Били су први пољски пар који је освојио медаљу на Светском првенству. Сада заједно одржавају тренинге у Торуњу.

## Каријера
Сјудека је са светом уметничког клизања упознала његова сестра.  Након што је почео клизање у синглу, почео је да клиза у пару 1989. године.  Његове прве партнерке биле су Беата Шимловска, Беата Зелинњска и Марта Глуховска.
Сјудек се удружио са Доротом Загорском 1994. године. У првој заједничкој сезони, њих двоје су освојили националну титулу и послати су на Европско и Светско првенство 1995. године, завршивши учешће на 9. и 16. месту у својим дебитантским наступима. Следеће сезоне, освојили су 8. место у Серији шампиона (касније преименованој у Гран При) 1995. године.
У сезони 1997–1998, били су четврти на Европском првенству 1998. године. На својим првим Олимпијским играма у Нагану завршили су на десетом месту, а сезону су завршили на Светском првенству 1998. године, где су освојили пето место.
У периоду 1998–1999, освојили су своју прву европску медаљу, сребрну, на Европском првенству 1999. године. Освојили су бронзу на Светском првенству 1999. године. На тај начин су постали први пољски пар који је освојио светску медаљу. 
У сезони 2001–2002, освојили су своју четврту Гран При медаљу, још једну бронзану, на НХК Трофеју 2001. године . Повукли су се са Трофеја Лалик 2001. године након што је Сјудек угануо колено током загревања пре слободног клизања. Такмичили су се на својим другим Олимпијским играма, завршивши на 7. месту. Током следеће сезоне Гран прија, освојили су бронзу на Бофрост купу на леду 2002. године и сребро на НХК трофеју 2002. године.
Од учествовања у осталим такмичењима, остаје забележено да су морали да одустану са свог трећег Гран При такмичења, Купа Русије 2004. године, након што је Загорска повредила раме при паду током кратког програма.  Повреда је такође проузроковала да обоје пропусте Европско првенство 2005. године. 
У пролеће 2003. године пар се сели у Монтреал, да би радили са Ришаром Готјеом.
У сезони 1999–2000 су освојили своје прве Гран при медаље, обе бронзане, на Трофеју Лалик 1999. и Трофеју НХК 1999. године, а затим су освојили још једну сребрну медаљу на Европском првенству. Следеће сезоне, пар је освојио своју трећу медаљу на Великом платну, такође бронзану, на Купу Русије 2000. године, али је Загорска доживела повреду зглоба, па је то довело до повлачења са Европског првенства 2001. године након кратког програма. 
У сезони 2005–2006, освојили су бронзане медаље на своја два Гран прија у 2005. години - Купу Русије и Купу Кине. Завршили су на деветом месту на својим трећим Олимпијским играма.
Иако је пар првобитно планирао да се пензионише после те сезоне, одлучили су да се такмиче још једну сезону јер је организација Европског првенства 2007. године била додељена Варшави, у Пољској. Загорска је почела да користи своје удато презиме, Сјудек, током њихове последње такмичарске сезоне. На такмичењу Skate America учествују 2006. године и освајају сребрну медаљу, чиме је њихов укупан број медаља на Гран При такмичењима порастао на 13. У Варшави су освојили бронзану медаљу, што је њихов четврти пласман на подијум на Европском првенству.
Повукли су се са Светског првенства 2007. године због повреде коју је Мариуш задобио током дугог програма. Пар је након догађаја објавио своје такмичарско пензионисање. Вратили су се у Пољску, у Торуњу су почели да држе часове обуке. Међу њиховим бившим ученицима су пар који чине Стејси Кемп и Дејвид Кинг.
Мариуш Сјудек је технички специјалиста Међународне клизачке организације у паровима за подручје Пољске.

## Лични живот
Сјудек је запросио Загорску током Светског првенства 2000. године, а венчали су се 13. маја исте године.   Њихов син, Ришард, рођен је 7. јула 2009. године.